# Marele Duce Constantin Nicolaevici al Rusiei
Marele Duce Constantin Nicolaevici al Rusiei (rusă Константин Николаевич; 9 septembrie 1827 – 13 ianuarie 1892) a fost al cincilea copil și al doilea fiu al Țarului Nicolae I al Rusiei.
În timpul domniei fratelui său Alexandru al II-lea, Constantin a fost amiral al flotei ruse și a reformat marina rusă. De asemenea, a avut un rol esențial în reforma emancipării iobagilor. A fost mai puțin norocos ca vicerege al Poloniei și a trebuit să fie rechemat în Rusia, unde a fost atacat pentru liberalismul lui.
După asasinarea fratelelui său, Țarul Alexandru al II-lea, Constantin a căzut în dizgrație. Noul Țar, Alexandru al III-lea, nepotul său, s-a opus ideilor liberale ale Marelui Duce Constantin și, treptat, l-a deposedat de toate pozițiile sale guvernamentale. După ce a suferit un accident vascular cerebral, el a petrecut ultimii ani ca un invalid.

## Educație
Constantin s-a născut la St. Petersburg, fiind al doilea fiu și al cincilea copil al Țarului Nicolae I al Rusiei și a împărătesei Alexandra Feodorovna. Părinții săi au fost foarte bucuroși de nașterea unui al doilea fiu după nouă ani în care au avut trei fete. Nicolae I și soția lui au fost devotați unul altuia și copiilor lor, dându-le o excelentă educație.
În mod normal, copiii familiei imperiale aveau o guvernantă până la împlinirea vârstei de șapte ani. Totuși, de la cinci ani Constantin a devenit de nestăpânit iar tatăl său a ales o tutelă masculină pentru el, amiralul Fiodor Litke.
Marele Duce a învățat rusă, engleză, germană și franceză. A studiat matematica, științe, statistică și administrare guvernamentală. De asemenea, a avut în program lecții militare. Îi plăcea muzica și a învățat să cânte la pian și la violoncel. Îi plăcea desenul și a avut un mare interes pentru arte; de asemenea îi plăcea să citească iar fascinația pentru Homer l-a determinat să traducă Odiseea din germană.
Când a împlinit opt ani a primit un iaht mic, pe care-l putea naviga între Peterhof și Kronstadt. În timpul instruirii militare, Constantin a fost tratat la fel ca orice cadet, făcând de cart noaptea chiar pe ploaie și furtună. La vârsta de 16 ani a fost promovat la rang de căpitan și a primit comanda fregatei Ulise cu care a vizitat diferite porturi de-a lungul Golfului Finlandei.
O altă influență importantă în educația lui a avut-o încurajarea și îndrumarea mătușii lui, Marea Ducesă Elena Pavlovna. Elena i-a extins gustul pentru literatură și muzică și l-a pus la curent cu ultimele idei științifice. Ea era binecunoscută pentru punctele sale de vedere liberale și a avut o puternică influență asupra opțiunilor politice ale nepotului său. Constantin a debutat în viața publică luând sub patronajul său Societatea de geografie a Rusiei imperiale. Această societate era subordonată ministerului de interne, unde se strânsese un număr mare de funcționari liberali.

## Căsătoria

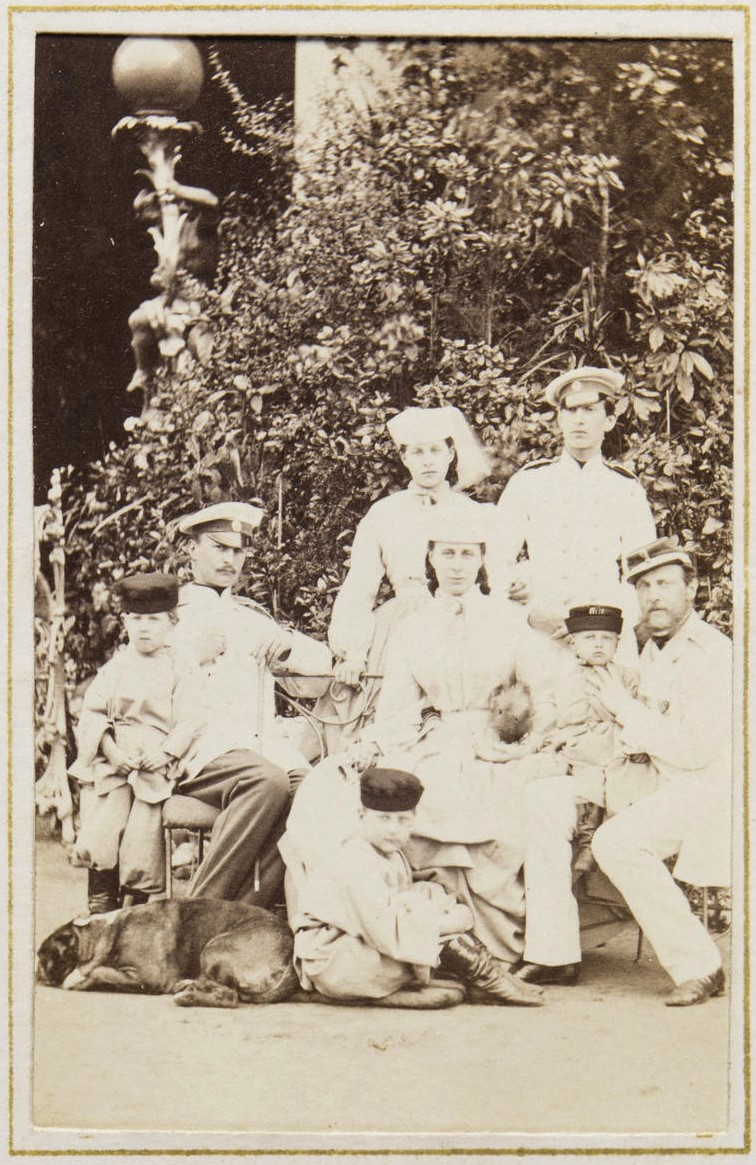
Marele Duce Constantin Nicolaievici cu familia (de la stânga la dreapta): Marele Duce Dmitri Constantinovici; neidentificat; jos pe pământ Marele Duce Constantin Constantinovici; pe scaun Marea Ducesă Alexandra și Marele Duce Constantin Nicolaievici ținându-l pe Marele Duce Viaceslav; sus: Marea Ducesă Olga Constantinovna și Marele Duce Nicolae Constantinovici.

Sora lui Constantin, Marea Ducesă Olga, s-a căsătorit cu Regele Carol de Württemberg  (mai târziu rege sub numele de Carol I) în 1846. Marele Duce a însoțit cuplul la Stuttgart apoi a continuat călătoria la Altenburg. La curtea Saxa-Altenburg i s-a prezentat prințesa Alexandra de Saxa-Altenburg.
Constantin avea 19 ani iar Alexandra era mai tânără cu trei ani; după logodnă au așteptat doi ani înainte ca să se căsătorească. La 12 octombrie 1847 Alexandra a ajuns în Rusia. În februarie s-a convertit la ortodoxism luând numele de Marea Ducesă Alexandra Iosifovna. Șase luni mai târziu, la 11 septembrie 1848 s-au căsătorit la Palatul de iarnă.
Pentru primii cinci ani ai căsătoriei, au fost devotați unul altuia și au avut o căsnicie fericită. Cuplul a locuit în cele mai luxoase palate din imperiu: Pavlovsk, Strelna și Palatul de Marmură. Constantin a primit Palatul de Marmură din  St. Petersburg ca dar de nuntă de la părinții săi. La un an de la nuntă Constantin a moștenit Pavlovsk de la unchiul său Marele Duce Mihail Pavlovici și, la moartea mamei sale, palatul Oreanda în Crimeea.

Constantin a fost un tată iubitor. În 1867, fiica lui cea mare, Olga, s-a căsătorit cu Regele George I al Greciei. Avea numai 16 ani iar inițial, Marele Duce Constantin a fost reticent în a o lăsă să se căsătorească așa de tânără. În iulie 188, primul copil al Olgăi a primt numele de Constantin după bunicul său. Începutul familiei fiicei sale a coincis cu destrămarea căsniciei lui Constantin.
După douăzeci de ani de mariaj Marele Duce s-a îndepărtat de soția sa; punctele de vedere politice și interesele diferite au săpat încet-încet fundamentul relației lor. Alexandra Iosifovna era tot atât de conservatoare pe cât era Constantin de liberal. La sfârșitul anilor 1860, Constantin s-a angajat într-o aventură având o fiică nelegitimă, Maria Condousso. În anii 1880, Maria a fost trimisă în Grecia unde a fost doamnă de onoare pentru sora sa vitregă, regina Olga. În cele din urmă Maria s-a căsătorit cu un bancher grec . La scurt timp după nașterea Mariei, Constantin a început o nouă relație cu o tânără dansatoare de la Conservatorul din Sankt Petersburg, Anna Vasilievna Kuznețova, care era fiica nelegitimă a balerinei Tatiana Markianovna Kuznețova și a actorului Vasili Andreievici Karatâgin. Anna era cu douăzeci de ani mai tânără decât Constantin și inițial, ea a rezistat avansurilor lui însă în 1873 a născut primul ei copil cu Constantin. Au mai urmat alți patru .
Constantin a cumpărat pentru cea de-a doua familie a sa o dacea confortabilă pe moșia de la Pavlovsk. O dată în plus, Constantin a dat muniție inamicilor săi și societății care, în acest scandal, s-au situat de partea soției care a încercat să-i suporte infidelitățile cu demnitate.
În 1874, scandalul a izbucnit atunci când s-a descoperit că fiul cel mai mare al lui Constantin, Marele Duce Nicolae Constantinovici, care trăia o viață dezordonată și avea idei revoluționare, a furat trei diamante valoroase de la o icoană din dormitorul Alexandrei Iosifovna în complicitate cu amanta sa, o curtezană americană. A fost găsit vinovat, declarat nebun și exilat pe viață în Asia Centrală. Constantin a suferit o nouă lovitură puternică în 1879 când cel mai mic fiu legitim al său, Viaceslav, a murit în mod neașteptat de o hemoragie cerebrală.

## Retragerea

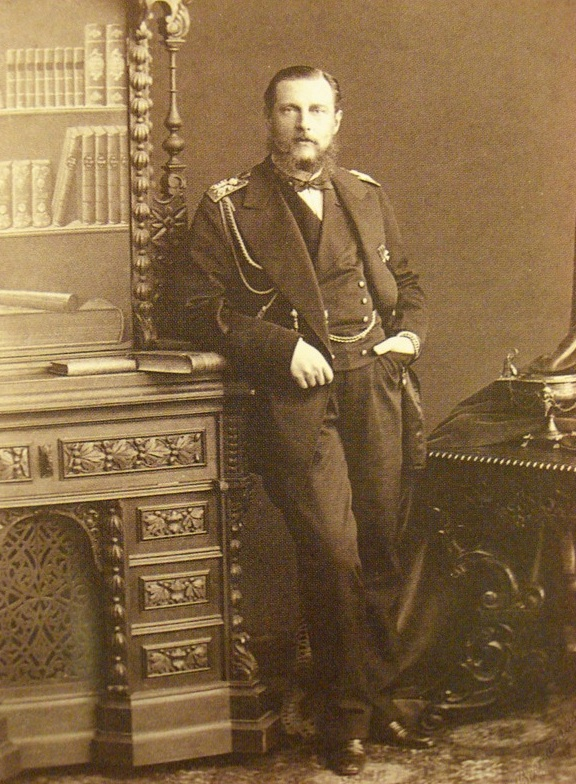
Marele Duce Constantin Nicolaievici, vicerege al Poloniei.

Începând cu anul 1865, Constantin a făcut presiuni pentru o constituție în Rusia. În calitate de președinte al Consiliului de Stat, el a ajutat la pregătirea propunerii pentru o adunare electivă, care fusese aprobată de Alexandru al II-lea în ziua în care a fost asasinat. Pentru Constantin și anturajul său de reformatori, toate speranțele s-au spulberat în momentul suirii pe tron a noului împărat.
Alexandru al III-lea a distrus documentul și, cum nu l-a agreat niciodată pe unchiul său, pe care-l considera un „centru de putere liberal”, i-a cerut demisia. Constantin a refuzat.
După șaisprezece ani în calitate de președinte al Consiliului de Miniștri, Constantin fost deposedat de birou și a fost înlocuit cu fratele său, care era mai maleabil, Marele Duce Mihail Nicolaevici; de asemenea, Alexandru al III-lea l-a demis pe Constantin din calitatea de șef al Departamentului Naval, dând postul propriului său frate, Marele Duce Alexei Alexandrovici. Constantin nu mai era binevenit la curte.
Eliminarea din toate posturile deținute anterior a demoralizat foarte mult pe încă energicul Constantin, lăsându-l în derivă, fără nici un rol propriu-zis în Rusia imperială . El era un jucător de șah entuziast și problemele de șah sale au fost publicate în reviste internaționale, dar această pasiune a sa nu a fost un substitut pentru poziția pe care o avusese odată, în centrul vieții politice. El a petrecut timp ce în ce mai mult cu familia lui nelegitimă, ceea ce continua să o umilească pe soția lui legiuită.
Neavând ce face Constantin s-a retras la Pavlovsk, călătorea peste graniță sau la moșia sa din Crimeea. În august 1881 un incendiu i-a distrus în totalitate palatul Oreanda din Crimeea, pe care nu l-a mai reconstruit. În aprilie 1885, doi dintre fiii săi nelegitimi au murit de scarlatină .
Dintre cei cinci copii pe care Constantin i-a avut cu Kuznețova, doar două fete, Marina și Anna, au trăit mai mult decât părinții lor. Dintre copiii legitimi, Constantin a avut în mod special o relație apropiată cu fiica lui Olga, pe care a vizitat-o în Grecia în 1883. Nepotul său, Prințul Christofor al Greciei și Danemarcei, i-a moștenit vocea clară și puternică.

## Ultimii ani
În 1886, Constantin a fost neplăcut surprins când Alexandru al III-lea a restrâns titlul de Mare Duce numai pentru copiii și nepoții suveranului, dar nu a avut ce face. Țarul și-a chemat unchiul la curte o singură dată, cu ocazia nunții nepoatei lui Constantin (fiica Olgăi), Alexandra a Greciei, cu fratele Țarului și nepotul lui Constantin, Marele Duce Paul Alexandrovici.
La începutul lui august 1889, Constantin a suferit un accident vascular cerebral sever care i-a paralizat piciorul stâng și l-a făcut să-și piardă capacitatea de a vorbi . Invalid, Constantin a rămas în îngrijirea soției legale care s-a putut răzbuna pe infidelitățile și umilințele din trecut.

Alexandra Iosifovna nu a dat-o afară pe Anna Kuznețova și pe copiii acesteia din casa dăruită de Constantin, însă s-a asigurat că însoțitorii soțului ei nu-l vor duce niciodată acolo . Constantin a încercat în zadar să-și convingă însoțitorii să-l ducă la familia lui nelegitimă; aceștia aveau ordine stricte și se prefăceau că nu înțelegeau dorințele invalidului. Într-una din zile, adus acasă de însoțitori, el și-a apucat soția de păr și a lovit-o cu un băț înainte să poată interveni cineva .
Constantin a murit la Pavlovsk la 13/25 ianuarie 1892. Înainte să moară, soția lui le-a invitat pe Kuznețova și pe cele două fiice să-l vadă pentru ultima dată.

## Copii
Constantin și soția lui Marea Ducesă Alexandra Iosifovna au avut șase copii:
- Marele Duce Nikolai Constantinovici (1850–1918)
- Olga, regină a Greciei (1851–1926)
- Vera, Ducesă de Württemberg (1854–1912)
- Marele Duce Constantin Constantinovici (1858–1915)
- Marele Duce Dimitri Constantinovici (1860–1919)
- Marele Duce Viaceslav Constantinovici (1862–1879)

Constantin a avut cinci copii nelegitimi cu amanta sa Anna Kuznețova (1847–1922); ei au purtat numele de Kniazev:
- Serghei Constantinovici Kniazev (1873–1873)
- Marina Constantinovna Kniazev (8 decembrie 1875 – 8 iunie 1941); c. 24 aprilie 1894 cu Alexandru Pavlovici Erșov, fiu al generalului Pavel Erșov
- Anna Konstantinovna Kniazev (16 martie 1878 Sankt Petersburg – 5 februarie 1920); a murit de febră tifoidă; c. 29 aprilie 1898 la Sankt Petersburg cu Nicolae Nicolaievici Lialin, fiu al generalului Nicolae Lialin
- Izmail Constantinovici Kniazev (1879–1885); a murit de scarlatină
- Lev Constantinovici Kniazev (1883–1885); a murit de scarlatină